# Sandino (Cuba)
Sandino es una localidad y también un municipio  cubano perteneciente a la provincia de Pinar del Río. Es una región fundamentalmente tabacalera, con una población estimada, a fecha de 2017, de 36.569 habitantes y una extensión superficial de 1,718 km².

## Geografía
Se trata del municipio más extenso de la provincia y el quinto a nivel nacional. También es el más occidental de toda la isla. 
Su capital municipal es la ciudad del mismo nombre.
Su término municipal limita al norte con los municipios de Mantua y de Guane; al sur con el mar Caribe; al este con la Ensenada de Cortés; y al oeste con el Golfo de México, Bahía de Guadiana.
Todo el extenso territorio municipal es llano, destacándose extensos bosques que cubren la Península de Guanahacabibes. Presenta hermosas playas arenosas y cuenta además con la mayor área lacustre de la nación, con 120 acuatorios, entre los que sobresalen la abundantes lagunas como  Laguna Alcatraz Grande,  El Algodonal, El Pesquero , Los Indios y Laguna Grande, embalse natural donde abundan las truchas.
El extremo oocidental del municipio lo constituye el Cabo de San Antonio, otros accidentes costero-marítimos de interés son Cabo Corrientes, Ensenada de Cortés y Bahía de Guadiana. 
No existen ríos de envergadura en su territorio, debido a lo largo y estrecho de su geografía.

## Núcleos de población
Habitan  37 891 personas al cierre del 31 de diciembre de 2011. La población urbana representa el  59% del total.
| Año 2011 | Mujeres | Hombres | TOTAL  |
| Urbano   | 10 703  | 11 484  | 22 187 |
| Rural    | 7 356   | 8 348   | 15 704 |
| Total    | 18 059  | 19 832  | 37 891 |

Actualmente el municipio está dividido en 8 Consejos Populares:
| - Sandino - Martí | - Cortés - Pasada de Marín | - Las Martinas. - Manuel Lazo. | - Guanahacabibes - Bolívar (Ciudad Bolívar). - Circunscripción Especial |  |

## Historia
Municipio creado por la Revolución en 1964 y ampliado en 1976, cuando fueron reubicados allí más de 3000 ciudadanos cubanos procedentes de la zona montaña del Escambray en la antigua provincia de Las Villas, quienes eran familiares de los guerrilleros anticomunistas.
El territorio que hoy ocupa el actual municipio de Sandino pertenecía una parte al término municipal de Guane y otra parte a Las Martinas incluyendo La Fe y Cayuco.
Surge con la división político administrativa de 1976 en homenaje al revolucionario nicaragüense Augusto César Sandino.